# Veronika Didusenko
Veronika Didusenko (Kiev, 12 de julio de 1995) es una modelo y reina de la belleza ucraniana que fue coronada como Miss Ucrania 2018. Posteriormente fue despojada de su título y se le prohibió competir en el concurso de Miss Mundo, ya que había estado casada y tenía un hijo de cinco años.

## Primeros años y educación
Didusenko nació y creció en Kiev, en el seno de una familia de empresarios privados. Desde muy joven practicó bailes de salón y asistió a clubes deportivos. Estudió en una escuela pública del distrito de Darnytskyi de Kiev, donde fue una alumna sobresaliente.
En 2012, Didusenko pasó a estudiar Mecánica y Matemáticas en la Universidad de Kiev, donde defendió su trabajo "Sistemas de pulsos para la resolución de ecuaciones lineales integrodiferenciales" y se licenció en 2016.

## Carrera profesional

### Modelaje
Didusenko comenzó su carrera como modelo a los 18 años. Admitió que "se metió en el mundo del modelaje por casualidad". Su vecino era un cazatalentos de Faces, una de las mejores agencias de modelos de Ucrania. Durante los primeros cinco años de su carrera como modelo, Didusenko pasó mucho tiempo en París, Milán y Londres, trabajando con marcas mundiales como Maison Margiela, Escada, Pat McGrath y John Galliano, entre otras. También ha trabajado con Women Management Milano para el desfile de Escada. Veronika Didusenko es la cara célebre de Zarina, una de las mayores empresas de joyería de Ucrania.

### Miss Ucrania 2018
En septiembre de 2018, Veronika Didusenko se convirtió en la ganadora del certamen Miss Ucrania 2018, el concurso de la etapa preliminar a Miss Mundo, Miss Tierra y Miss Internacional. La ganadora de Miss Ucrania pasa a representar a su país en el Miss Mundo. Se cree que, además de su aspecto y personalidad, los miembros del jurado quedaron impresionados por su proyecto benéfico Young Einsteins Ukraine.
Sin embargo, sólo unas horas después de recibir el título, Veronika Didusenko fue descalificada por el Comité Organizador, por la supuesta razón de ser madre de un hijo de 4 años y divorciada. Didusenko no fue la primera madre en ganar el título de Miss Ucrania, pero sí la primera en ser descalificada. Para explicar el motivo de la descalificación, el Comité Organizador apeló a las reglas de Miss Mundo, de la que Miss Ucrania es miembro y franquicia nacional. Según las reglas de Miss Mundo, las concursantes y las titulares "no deben estar casadas ni haber tenido hijos".
Tras la descalificación, dio una rueda de prensa en la que afirmó que las normas de los cuatro grandes concursos de belleza internacionales eran discriminatorias. La noticia de la descalificación de Didusenko tuvo una amplia cobertura en los medios de comunicación internacionales. La historia apareció en Fox News, Cosmopolitan, New York Post o BBC Esto le valió a Didusenko miles de seguidores en todo el mundo y la convirtió en una celebridad mediática.

### Young Einsteins Ukraine
Young Einsteins Ukraine es un proyecto benéfico iniciado y dirigido por Veronika Didusenko, cuyo objetivo es identificar a niños huérfanos con una inclinación excepcional por las matemáticas y las ciencias naturales, con el fin de impartirles un plan de estudios especial para desarrollar sus capacidades y prepararlos para el acceso a la universidad.

## Vida personal
Veronika Didusenko tiene un hijo, Alexander, de su primer matrimonio. Se quedó embarazada a los 18 años.